# Torrioni
Torrioni è un comune italiano di 470 abitanti della provincia di Avellino in Campania.

## Geografia fisica e condizioni climatiche
Torrioni sorge in posizione panoramica sulla media Valle del Sabato. Il territorio comunale si estende verso sud, in direzione di Tufo, con profondi valloni percorsi da torrenti che a valle confluiscono nel fiume Sabato. L’escursione altimetrica è notevole: si passa dai 300 m di contrada Casale Bosco ai 700 m di contrada Campore. La sede comunale è invece posta a 645 m s.l.m. Il clima risente dell'altitudine: le estati sono calde ma non afose, le temperature si portano diffusamente oltre i 30ºC e si assiste a lunghi periodi di siccità, con precipitazioni scarse o del tutto assenti. Tuttavia non mancano i temporali estivi, capaci di riversare al suolo un’enorme quantità d’acqua in pochi minuti. A valle si registrano in genere un paio di gradi in più e un tasso di umidità maggiore, pertanto il caldo diviene meno sopportabile. Gli inverni sono rigidi, le massime solitamente non vanno oltre i 10ºC e le minime sono prossime o talvolta inferiori allo 0. La neve cade 2-3 volte all’anno con accumuli significativi a partire dai 600 m. Normalmente il freddo è più secco in quota, più umido a valle a causa della vicinanza al fiume Sabato .

## Contrade
Il territorio comunale di Torrioni include: 
- Contrada Campore, in posizione strategica tra Torrioni e i più grandi centri del beneventano, in particolare San Giorgio del Sannio, raggiungibile attraverso la strada comunale per Cucciano o percorrendo la provinciale verso Montefusco per poi scendere per San Nazzaro. 
- Contrada Casale Bosco, a metà strada tra Torrioni e Tufo. È una zona ricca di vigneti in cui si produce il Greco di Tufo. Si attraversa per andare in direzione di Avellino (via Tufo).
- Contrada Guardie, via di passaggio per raggiungere i vicini comuni di Petruro Irpino e Chianche oltreché la città di Benevento percorrendo due possibili strade:
• la SP 12 (ex SS 88 dei Due Principati) per Bagnara Valle (Sant'Angelo a Cupolo), Torre Pagliara (San Nicola Manfredi), Montorsi Valle, Motta Valle e Borgonero (Sant'Angelo a Cupolo) fino a Benevento (Via Avellino);
• dalla SP 7 (ex SS 88 dei Due Principati) nei pressi della stazione di Chianche-Ceppaloni, oltrepassando la ferrovia Benevento-Avellino e il Sabato, alla SP 9, costeggiando il Sabato in fondovalle, passando per la frazione Casale Maccabei (San Leucio del Sannio) fino ad arrivare a Benevento in contrada Santa Colomba.
- Contrada Piana delle Mele, punto cruciale tra Torrioni e Montefusco. Da qui ci si può muovere sia in direzione di Benevento raggiungendo Montefusco e scendendo verso San Nazzaro e San Giorgio del Sannio, sia in direzione di Avellino, percorrendo la provinciale Serra-Bagnara verso Passo Serra.

## Punti di interesse
Piazze:
Piazza San Michele Arcangelo,
Piazzetta Lombardi 
Chiese:
Chiesa Madre di San Michele Arcangelo,
Chiesa di Sant’Anna (Guardie)
Monumenti/Punti di riferimento storico:
Monumento ai Caduti in Via Chiesa, 
Rovine di Turris Ayonis in Via Campore
Attrazioni:
Villaggio Montenigro in Via Campore 
(all’interno delle Surte di Torrioni)
Percorsi Naturalistici:
Montenigro 
- Percorso nel Villaggio Montenigro,
L’Angelo
- Percorso nei pressi delle Rovine di Turris Ayonis,
Nevera
- Percorso in località Porcili

## Storia
Torrioni nacque nel IX secolo d.C., quando il principe di Benevento Aione II fece costruire vicino Tufo (comune della provincia di Avellino), una grande torre fortificata, intorno alla quale, negli anni, nacque un piccolo insediamento, diventato successivamente il comune di Torrioni.
La torre prese il nome dal principe che la fece costruire, chiamandosi "Turris Aionis", da cui poi è derivato il nome del paese formatosi intorno: Torrioni.
Della torre originaria, ricostruita in epoca aragonese, sono ammirabili i resti nel sito archeologico Rovine di Turris Ayonis, presso cui si svolge annualmente una manifestazione commemorativa nota come Palio della Torre di Torrioni.

## Società

### Evoluzione demografica
Abitanti censiti

## Amministrazione

### Altre informazioni amministrative
Il comune fa parte della Comunità montana Partenio - Vallo di Lauro.